# Фигатело (Болоња)
Фигатело (итал. Figatello) је насеље у Италији у округу Болоња, региону Емилија-Ромања.
Према процени из 2011. у насељу је живело 52 становника. Насеље се налази на надморској висини од 253 м.